# Yalda Hakim
Pour les articles homonymes, voir Hakim.
 (mars 2022).
Yalda Hakim (née le 25 juin 1983) est une journaliste australienne, présentatrice de journaux télévisés et réalisatrice de documentaires,. Yalda Hakim intervient principalement sur BBC World News, mais ses documentaires sont également diffusés sur BBC News Channel et sur BBC Two's Newsnight (en).

## Enfance et formation
Yalda Hakim est née à Kaboul, en Afghanistan. Sa famille a fui le pays pendant la guerre soviéto-afghane alors qu'elle avait six mois. À l'âge de 3 ans et après deux ans au Pakistan, sa famille s'est installée en Australie.
Yalda Hakim a fréquenté le Macarthur Girls High School à Parramatta, Sydney.
Elle est diplômée d'un Bachelor of Arts en médias après des études entre 2002 à 2004 à l'université Macquarie.
En 2005, elle obtient un diplôme en journalisme au Macleay College de Sydney. Elle passe en distanciel un Bachelor of Arts (Journalism) à l'université Monash de 2007 à 2009,.
Yalda Hakim parle couramment l'anglais, le dari, l'hindi, le pashto, le persan et l'ourdou,.

## Carrière professionnelle
Yalda Hakim est retournée à Kaboul pour son premier reportage diffusé dans l'émission Dateline NBC en 2008, avant de réaliser des reportages dans le monde entier toujours pour Dateline NBC et SBS World News Australia (en).
Elle reçoit le prix de la paix des médias des Nations Unies pour sa couverture des nouvelles télévisées australiennes en 2009 et est nommée pour le prix Walkley (en) du jeune journaliste australien de l'année.
À partir de 2011, elle co-anime Dateline avec son collègue journaliste Mark Davis.
En décembre 2012, elle rejoint la BBC et fait sa première apparition sur BBC World News et BBC News Channel en mars 2013.
En octobre 2013, elle interview Hamid Karzaï, le président afghan, pour Newsnight.
Depuis mars 2014, elle a fait plusieurs apparitions en tant que présentatrice sur Impact avant d'en devenir la principale présentatrice la même année.